# 断種
断種（だんしゅ、英：sterilization）、または強制不妊手術（きょうせいふにんしゅじゅつ、Compulsory sterilization）とは、精管や卵管の切除手術などによって生殖能力を失わせること。19世紀末から優生学運動が広がるなかで、アメリカ合衆国、ドイツ国、日本などで法制化された。現在、多くの国で本人や配偶者の同意なしに断種を強制することは禁止されており、1998年の国際刑事裁判所ローマ規程において断種の強制は「人道に対する罪」とされた。

## 歴史

### 優生学・民族衛生学
19世紀末から20世紀にかけて断種は優生学の流行とともに世界的に行なわれ、1892年にはスイスで民族衛生学の観点から精神障害者の女性に対して断種手術が、1897年にはドイツ国で遺伝病の女性の断種手術（卵管切除）が施された。
1920年には刑法学者カール・ビンディングと精神科医アルフレート・ボーへが『生きるに値しない生命の根絶の許容』を発表し、不治の者が死への意思を表明している場合や、瀕死の重傷を負った意識のない患者は安楽死が認められるべきであるし、意思表明ができない「不治の痴呆者」については「彼らの生命自体が無目的で家族にとっても社会にとっても重荷であるゆえ」、家族や後見人が申請し、医師と法律家から認定されるなら殺害を可能にすべきと主張した。
1923年には遺伝学者エルヴィン・バウアー、オイゲン・フィッシャー、フリッツ・レンツが共著 『人類遺伝学と民族衛生学の概説』で、劣等な遺伝子の排除が民族衛生にとって最善であると説き、ヒトラーやナチスに影響を与え、「ナチス優生学のバイブル」と呼ばれた。レンツは障害者の「繁殖」を予防する手段として、安楽死を非人道的だとして除外し、断種を用いるべきだとした。レンツは1931年、『人種衛生学に対する国民社会主義の立場』で「ナチスは人種衛生学をその綱領の中心的な要求として代表する最初の政党」であると称賛した。

### 断種法

#### アメリカ断種法
断種の法制化はアメリカ合衆国が世界初であり、1907年以降から各州で断種法が制定されていった。

#### ドイツ断種法
世界恐慌によるドイツ経済悪化の結果、福祉削減を背景として、1932年にプロイセン断種法案が提出されたが、ヒトラー内閣成立後に廃案となったあと、1933年7月14日に遺伝病子孫予防法(Gesetz zur Verhütung erbkranken Nachwuchses)として成立し、断種が認可された。
断種対象者は、遺伝病者と重度のアルコール中毒者であった。遺伝病とは
1. 先天性精神薄弱
2. 精神分裂病
3. 躁うつ病
4. 遺伝性てんかん
5. 遺伝性舞踏病(ハンチントン病)
6. 遺伝性の全盲
7. 遺伝性聾唖
8. 重度の遺伝性の身体奇形

#### 日本

##### 国民優生法
日本では遺伝性疾患をもつ患者に対する断種が1940年（昭和15年）の国民優生法で規定され、1941年（昭和16年）から1945年（昭和20年）の間に435件の断種が行われた。

##### 優生保護法
1948年（昭和23年）に制定された優生保護法では、遺伝性疾患だけでなく、ハンセン病や「遺伝性以外の精神病、精神薄弱」を持つ患者に対する断種が定められた。優生保護法に基づく強制的な優生手術は、1949年（昭和24年）から1994年（平成6年）の間に1万6千件に及んだ。優生保護法第三条では、以下の場合本人及び配偶者の同意を得て医師が優生手術を行えるとしていた。
1. 本人又は配偶者が精神病、精神薄弱、遺伝性精神病質、遺伝性疾患又は遺伝性奇形を有する場合
2. 本人又は配偶者の4親等以内の血族関係にある者が、精神病、精神薄弱、遺伝性精神病質、遺伝性疾患又は遺伝性奇形を有する場合
3. 本人又は配偶者がらい疾患（ハンセン病）に罹っているもの
4. 妊娠又は分娩が母体の生命に危険を及ぼすおそれのあるもの
5. 数人の子を有し、分娩ごとに母体の健康度を著しく低下するおそれのあるもの

ハンセン氏病患者に対する優生手術は1915年（大正4年）に始まり、後に優生保護法で法律的背景を得た。ハンセン氏病患者はらい予防法で強制隔離され、療養所では妊娠した女性の妊娠中絶を実施し、また断種を結婚の条件としていた。中には医師の手によらず、看護師の手で手術されたこともあった。公表されただけでも男性2300人以上、女性1252人が断種をうけた。これらは「本人及び配偶者の同意」を得ていることにはなっているが、強制隔離された環境での同意がどれほど有効なものか問題になった。

##### 母体保護法
優生保護法は1996年（平成8年）の改正で母体保護法に法律名が変更され、障害者およびハンセン病患者への強制的な優生手術に関する条文が削除されたため、現在では本人および配偶者の同意のない断種は禁止されている。

### エイズ対策
南アフリカでは、2002年-2015年にかけて、ヒト免疫不全ウイルスに陽性反応を示した妊婦に対して、出産時に強制不妊手術が行われていた。女性たちは、帝王切開による出産直前に書面に不妊手術を認める署名を行うよう強制されるなどしていた。後に国内の団体がジェンダー平等委員会に訴えを起こし、2020年、同委員会が報告書を取りまとめたことにより表面化した。

## ローマ規程以降の国際法的ルール
本人又は配偶者の同意無く、人間に対する断種あるいは不妊手術を行うことは、1998年の国際刑事裁判所ローマ規程第7条において「人道に対する罪」の一つに規定された。2021年6月時点で締約国は123か国。
2006年11月採択の性的指向と性自認に関する国際人権法に関するジョグジャカルタ原則の第3条では、トランスセクシャルの法的性別の変更の条件に不妊手術を強制されないことが明記され、欧州評議会も2010年に同原則に従い法的性別変更に手術を条件をしないことを求める勧告がなされた。 さらに2011年の国際連合人権理事会の勧告でも『他の人の権利を侵さない限り』法定性別と名の変更を容易にし不妊手術を強制しないことが明記された。これを受けて2012年5月にアルゼンチンで法的性別変更に関して手術の条件が撤廃されたほか、スウェーデンを始めとした諸外国でも同様の法改正の成立に向けた議論がある。2013年2月1日に、国際連合人権理事会の拷問及び残酷、非人道的及品位を傷つける扱いと刑罰に関する国連特別報告者は、とりわけ精神障害者に関する虐待や断種、女性器切除を含む医学的乱用と性的指向と性自認に由来する医学的乱用を取り上げ、ドイツやスウェーデンの裁判所の判決も引用して、性別変更に不妊手術や性別適合手術が必須とされることが、身体の不可侵性の侵害になり得ることを指摘している。